# 위험한 관계 (1959년 영화)
위험한 관계(Les Liaisons Dangereuses, Dangerous Love Affairs)는 프랑스에서 제작된 로제 바딤 감독의 1959년 드라마, 멜로/로맨스 영화이다. 잔느 모로 등이 주연으로 출연하였다.

## 출연

### 주연
- 잔느 모로
- 제라르 필립

### 조연
- 아네트 스트로이버그
- 보리스 비앙
- 질리언 힐즈
- 장-루이 트린티냥

## 제작진
- 원작자: 쇼데를르 드 라클로

## 같이 보기
- 위험한 관계 (1988년 영화)